# Plopsa Express
Plopsa Express (voorheen bekend als Tuf Tuf Express) is een attractie in het Belgische attractiepark Plopsaland Belgium. De attractie werd geopend in 1983 in het toenmalige Meli Park en werd gebouwd door de Amerikaanse constructeur Chance Manufacturing Company en het Duitse MACK GmbH.
Deze parktrein rijdt over een circa 1,2 kilometer lang traject met vier stations waar bezoekers kunnen in- en uitstappen. Het park bezit over twee treinen waarvan er normaal één gebruikt wordt om rondjes te rijden door het park. Bij drukte worden soms ook beide treinen ingezet.

## Geschiedenis
Beide locomotieven werden in 1979 gebouwd door Chance Manufacturing Company en zijn samen met acht andere locomotieven aangekocht geweest door MACK GmbH. Ze zijn van het model 1863 C.P. Huntington. De treinen die in De Panne rijden zijn exemplaren nummer 170 en 176. Trein #170 heeft van origine een metallic blauw/lichtblauwe locomotief met zes blauwwit getinte wagons gebouwd door Mack. #176 had oorspronkelijk een metallic donkerrode/rode locomotief met zes rood-witte wagons eveneens gebouwd door Mack.

### Voor Meli Park
In bruikleen van Mack reden beide treinen van 30 april tot 18 oktober 1981 op de Bundesgartenschau in de West-Duitse stad Kassel, samen met de acht andere treinen die door Mack aangekocht waren. De treinen reden op een 5,5 kilometer lang traject die met 5 stations de verschillende delen van de Bundesgartenschau met elkaar verbonden: de Auen-Express. Tijdens dit evenement waren de wagons uitgebreid bekleed met reclame.
Omstreeks 1982 dook #170 op in het West-Duitse park Freizeitpark Kirchhorst als de Cowboy Express. De trein reed over een simpel rechthoekig traject.

### Meli Park
Meli Park kocht in 1983 de rode trein (nummer 176) en legde toen het eerste spoortraject aan. Een jaar later, in 1984, werd de blauwe trein (nummer 170) aangekocht.

### Plopsaland
Met de overname door Plopsa werden beide treinen visueel aangepast. Beide locomotieven werden in het zwart/lichtgrijs herschilderd. Hierbij werd ook de bestickering op de locomotief, zoals de naam C.P. Huntington en de nummers, die zich origineel aan de zijkanten van de locomotieven bevonden, verwijderd. De witte tinten van de blauwe wagons van #170 werden blauw overschilderd en de rode wagons van #176 werden volledig groen herschilderd. Sinds circa 2016 rijden beide treinen met een wagon minder, 5 in plaats van 6.
Sinds 2019 rijden de locomotieven ook niet meer met hun respectievelijke wagons. Locomotief #170 rijdt met de wagons van #176 en vice versa.

## Traject
Sinds de opening in 1983 is de route van de attractie al enkele keren aangepast, voornamelijk bij uitbreidingen van het park. De route kan eenvoudig omschreven worden als een grote lus rond het park. In onderstaande lijst worden alle grote aanpassingen opgesomd.

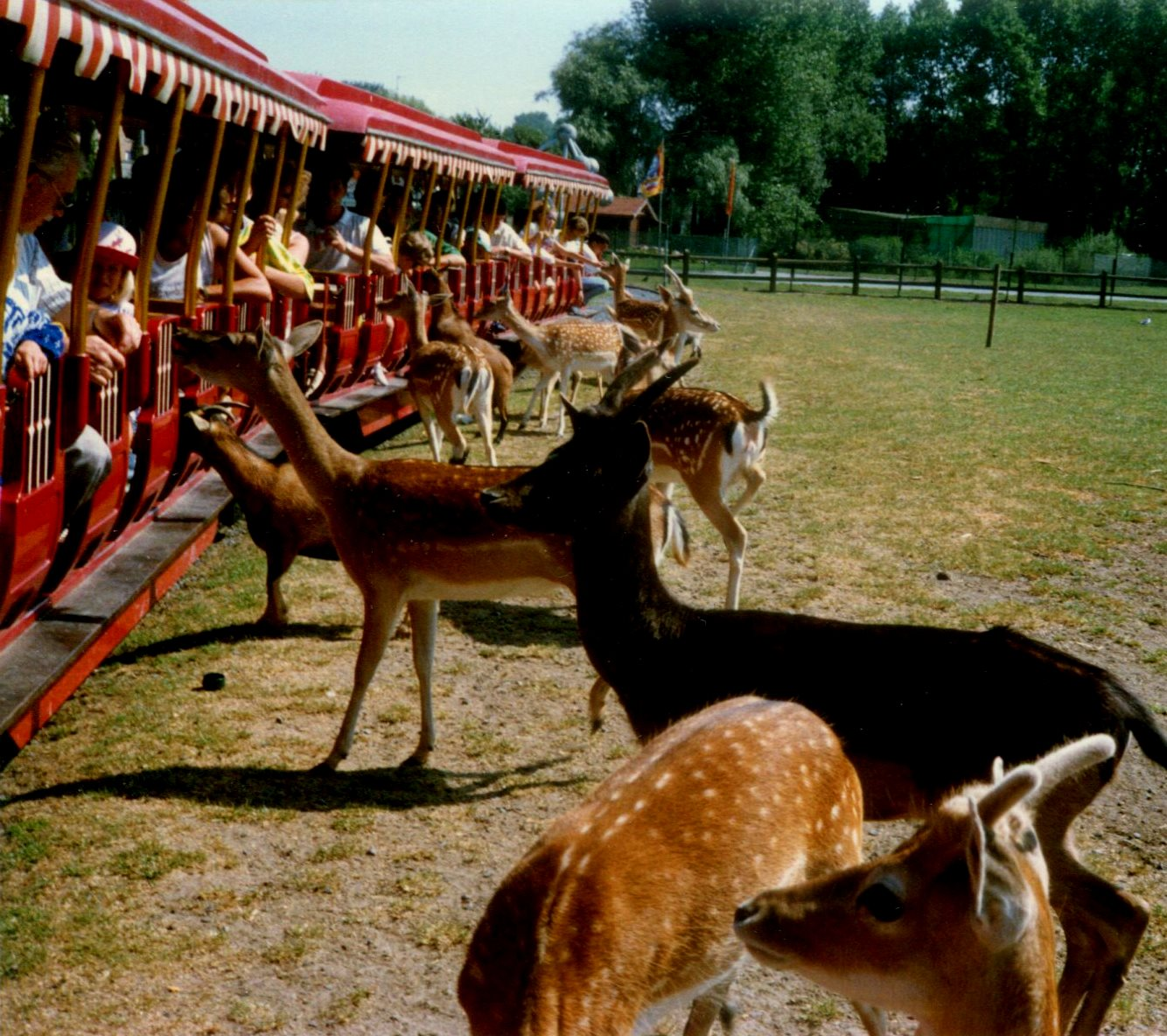
Het voederen van dieren vanuit de trein, in 1989.

### Originele route (1983)
De route had origineel één station (het voormalige station Kermisplein, ten tijde van Meli Park ook perron noord genoemd). De trein vertrok richting het oosten om meteen een grote bocht naar links te maken, over de uitgestrekte weilanden met dieren die konden gevoed worden vanuit de trein. Uiteindelijk maakte de trein terug een grote bocht om dan door een tunnel te rijden die volledig in Western-thema gedecoreerd was. De trein vertraagde en verschillende scènes met animatronics speelden af. Dit traject was ongeveer 750 meter lang.   

### Uitbreiding Splash en Roller Skater (1989-1990)
Met de bouw van de Splash in 1989 en de Roller Skater in 1990 werd het park en daarmee ook het traject van de attractie stevig uitgebreid. Juist voor de bocht wanneer de trein de Westerntunnel zou binnenrijden werd een spoorwissel geplaatst waardoor de trein naast het oorspronkelijke traject, ook het uitgebreide traject kon berijden. Eerst ging de trein met een brug over de Langgeleed om daarna richting de Rollerskater en door het parcours van de Splash te rijden. Nabij het pleintje van de Splash (ongeveer op de plaats van het stationsgebouw van de huidige Draconis) was er een tweede station waar bezoekers konden in- en uitstappen: perron zuid. Vervolgens reed de trein verder om langs de rand van het Sprookjesbos terug te rijden richting de Westerntunnel. De lengte van het traject werd met deze uitbreiding meer dan verdubbeld: van 750 meter naar ongeveer 1,6 kilometer.

### Inkorting van oorspronkelijk traject (midden jaren '90)
In het midden van de jaren 1990 werd het deel van de oorspronkelijke traject, die meerdere bochten maakte door de weilanden in het noordelijke deel van het park, een heel stuk ingekort. De lengte van het traject bedroeg sindsdien ongeveer 1,5 kilometer.

### Overname door Plopsa (2000)
Met de overgang van Meli Park naar Plopsaland werd een groot deel van de sporen onder handen genomen. Zo werd in de winter van 1999-2000 het traject vanaf de Splash tot aan de Westerntunnel compleet afgebroken en verlegd. Terwijl het traject voordien voor het stationsgebouw van de Splash ging, week deze nu uit om rond de Panoramic te gaan om dan vervolgens langs de zuidoostelijke grens van het park te rijden richting het Sprookjesbos. Vervolgens ging de trein door het Sprookjesbos richting de voorkant van het park, hier werd dan ook het Centrale Station aangelegd. Vervolgens keerde het traject terug naar zijn oorspronkelijke route om terug door de Westerntunnel te rijden. Hierdoor werd het traject terug een stukje langer, de lengte bedroeg ongeveer 1,7 kilometer.
Ook de rijrichting van de trein werd veranderd: de trein rijdt nu met de klok mee rond het park. Na verloop van tijd werd er ook minder aandacht gegeven aan de Westerntunnel. De trein vertraagde niet langer en de animatronics deden het niet meer.

### Toevoeging nieuw Verkeerspark (2006)
Voor de bouw van het nieuwe Verkeerspark in 2006 werd een stukje van de Plopsa Express aangepast. De overweg die zich momenteel naast het Verkeerspark bevindt lag vroeger enkele meters verder en het spoor ging dwars door het huidige Verkeerspark.

### Toevoeging Anubis The Ride (2009)
Met het toevoegen van Anubis The Ride werd het spoor opnieuw verlegd. Het traject loopt nu vlak langs de lancering van de achtbaan waar de trein meestal even stopt om de bezoekers de lancering van een karretje te laten bewonderen.

### Toevoeging Wickieland (2013)
In 2013 werd het traject stevig verkort met de bouw van Wickieland. De weilanden met de dieren alsook station Kermisplein en de tunnel werden volledig overgeslagen. De trein rijdt nu vanaf de eerste brug over de Langgeleed meteen naar rechts, langs het nieuwe station Wickieland, om dan vlak voor de uitgang van de tunnel het oude traject terug te volgen. De tunnel is nog altijd aanwezig maar wordt enkel gebruikt voor opslag van de treinen. De lengte van het traject bedraagt sindsdien ongeveer 1,2 kilometer.

### Toevoeging Heidiland (2015-2016)
Met de toevoeging van Heidiland en Heidi The Ride werd het traject opnieuw aangepast. Station Kasteelplein sloot en werd vervangen door station Heidiland.

## Stations

### Stations in gebruik
| Station     | Voormalige namen                                                           | Ingebruikname | Beschrijving | Foto                    |
| ----------- | -------------------------------------------------------------------------- | ------------- | --- | ----------------------- |
| Dorpsplein  | - Centraal - Fonteinen Plein                                               | 29 april 2000 | Dit station bevindt zich aan het Dorpsplein, vooraan in het park. Het werd gebouwd tijdens de omvorming van Meli Park naar Plopsaland in 2000. Het station wordt ook vaak Centraal station genoemd en heette ook een tijdje station Fonteinen Plein. | Het station Dorpsplein. |
| Heidiland   |                                                                            | 17 april 2017 | Gelegen naast de lift van Heidi The Ride in themagebied Heidiland. Vlak na het station rijdt de trein door een kleine tunnel, onder de wachtrij van Heidi The Ride, langs enkele schermen waarop Heidi en Peter de passagiers uitzwaaien.            |                         |
| Ketnet Zone | - Wizzy & Woppy Zone (2000 t/m 2012) - De Wereld van Kaatje(2013 t/m 2021) | 29 april 2000 | Voor de komst van Wickieland in 2013 kon je hier dierenvoeding kopen voor de dieren die je verderop zou tegenkomen. Sinds 2021 heeft dit station een overkapping.                                                                                    |                         |
| Wickieland  |                                                                            | 30 juni 2013  | |                         |

### Voormalige stations
| Station                   | Ingebruikname  | Sluiting       | Beschrijving |
| ------------------------- | -------------- | -------------- | --- |
| Perron noord/ Kermisplein | 1983           | 6 januari 2013 | Dit station was het originele station van de attractie en was het enige met 2 sporen en twee perrons. Dit tweede perron werd ten tijde van Meli Park gebruikt om een gelijktijdig in- en uitstapproces toe te laten: de bezoekers stapten langs rechts in en langs links uit. Het station lag vlak achter de Wienerwalz, waar zich tussen 2013 en 2023 de Carrousel bevond en waar in 2023 gestart is met de bouw voor het nieuwe atelier voor de technische dienst. Het station verdween bij het inkorten van het traject met de bouw van Wickieland. |
| Perron zuid               | Omstreeks 1990 | 3 oktober 1999 | Dit station was het tweede station dat geopend werd voor de attractie. Het station werd geopend in 1990 nadat de route grondig werd verlegd en uitgebreid voor de opening van de Splash in 1989 en de Roller Skater in 1990. Het station bevond zich aan de overkant van het pad van waar het station Ploptuin/Kasteelplein is. |
| Ploptuin/Kasteelplein     | 29 april 2000  | 2017           | Het station werd gebouwd als vervanger van het voormalige station bij speeltuin Carioca bij de omvorming van Meli Park naar Plopsaland. Het perron is nog steeds aanwezig en de ingang van het station wordt geblokkeerd door het horecapunt De Deegrol. |

## Trivia
- Sinds augustus 2023 kunnen bezoekers live de locatie van de trein via een gps-tracker zien op een scherm op het perron van station Dorpsplein.[8]
- Vlak voorbij de overweg naast het Verkeerspark bevindt zich een dieselpomp voor de trein. Deze is sinds begin 2024 niet meer in gebruik en werd vervangen door een nieuwe pomp naast het stationsgebouw van Heidi The Ride.
- Deze attractie heeft geen wachtrij; bezoekers kunnen vrij in- en uitstappen in een station naar keuze. Ten tijde van Meli Park was dit echter niet het geval: de perrons waren afgesloten met een kettinkje die door de bediener opengedaan werd wanneer de trein stilstond. Tijdens de Coronapandemie werd even terug gebruik gemaakt van wachtrijen die gecreëerd werden door nadars die op de stations geplaatst waren.
- Tijdens het Halloweenevenement van het park Scare Nights in de jaren 2018, 2019, 2021 en 2022 huisde een deel van de opslagtunnel van de trein (voormalige Westerntunnel) een walkthrough spookhuis: Freak Circus.

Afbeeldingen